# Lugi

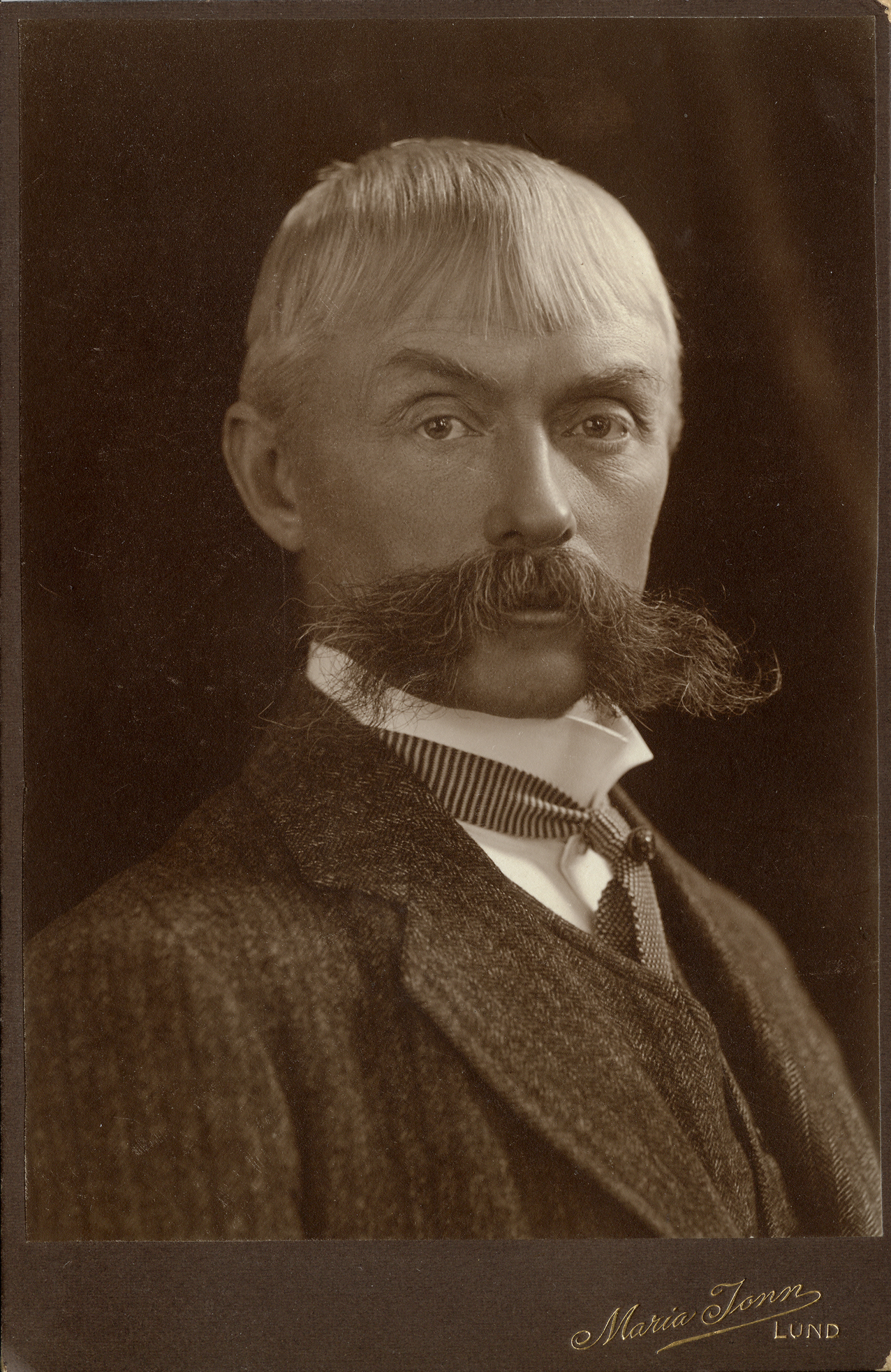
Grundaren av föreningen, Johan Thyrén.

Lugi, ursprungligen Lunds Universitets Gymnastik och Idrottsförening, är en allians av specialidrottsföreningar i Lund.
Lugi bildades som förening den 28 november 1912 av Johan Thyrén. Vid starten ingick friidrott, rodd, fotboll och tennis. Senare tillkom ett flertal andra idrottsgrenar, såsom bandy, gymnastik, golf, fäktning, orientering, judo, boxning, rugby union, simning och brottning. Även handboll spelades under 1930-talet i form av nationsserier, och det fanns också ett kvinnligt handbollslag. 1934 omorganiserades föreningen så att alla inskrivna studenter anslöts för att de skulle ha möjlighet att utöva vilken idrottsgren de ville under ordnade förhållanden.
Föreningen Lugi omvandlades 1993 till en allians och de tidigare sektionerna kom därmed att utgöra självständiga föreningar.

## Lugi Badminton
LUGI Badminton bedriver verksamhet på Victoriastadion i Lund. Föreningen har seniorlag i division 1, division 2, division 3 och division 4.

## Lugi Basketbollklubb
Föreningen bildades redan 1950 och är en av Sveriges äldsta basketklubbar. Initiativtagare till basketen i Lugi var en grupp baltiska studenter.

## Lugi Fäktförening
Fäktning togs upp på Lugis program redan startåret 1912. Fäktsporten hade existerat i Lund redan från 1897 i form av Lunds Universitets Fäktförening. År 2010 utsågs Michael Erenius till universitetets fäktmästare.
Föreningen har omkring 150 aktiva medlemmar i alla åldrar och bedriver både motions- och elitverksamhet. Fäktförening bedriver fäktning med i första hand värja och sabel, men även florett.  Man har sin fäktlokal i anslutning till Allmänna Tennisklubbens lokaler på Svenshögsvägen i norra Lund.
Världsmästaren i fäktning Rolf Edling har sedan 1960-talet varit aktiv i föreningen.

## Lugi Gymnastik
LUGI Gymnastik har gamla anor, men är i sin nuvarande form 20 år gammal. Föreningen erbjuder truppgymnastik för flickor och pojkar från tre år och uppåt. Föreningen har drygt 1000 aktiva barn och ungdomar.

## Lugi Handboll
Lugi Handboll bildades som sektion av idrottsklubben Lugi våren 1941 och bedriver handbollsverksamhet för herrar och damer. Representationslagen på både herr- och damsidan är etablerade i Elitserien.

## Lugi Innebandy
Lugi Innebandy startades som Lunds IBF 1981 och anslöts till Lugi två år senare. Inför säsongen 2015/2016 gick Lugi Innebandy samman med IK SödraDal och bildade den nya föreningen IBK Lund.

## Lugi Rugby Klubb
Lugi Lions RFC bildades i april 1972 av studenter inskriva på universitetet. Herrlaget brukar spela i någon av de två högsta divisionerna och har som bäst kommit tvåa i SM. Klubben har aktiva lag för både damer och herrar samt ungdomslag från 8 år upp till 18. Rugbyklubben har Centrala Idrottsplatsen som hemmaplan, där de även har sitt klubbhus. 

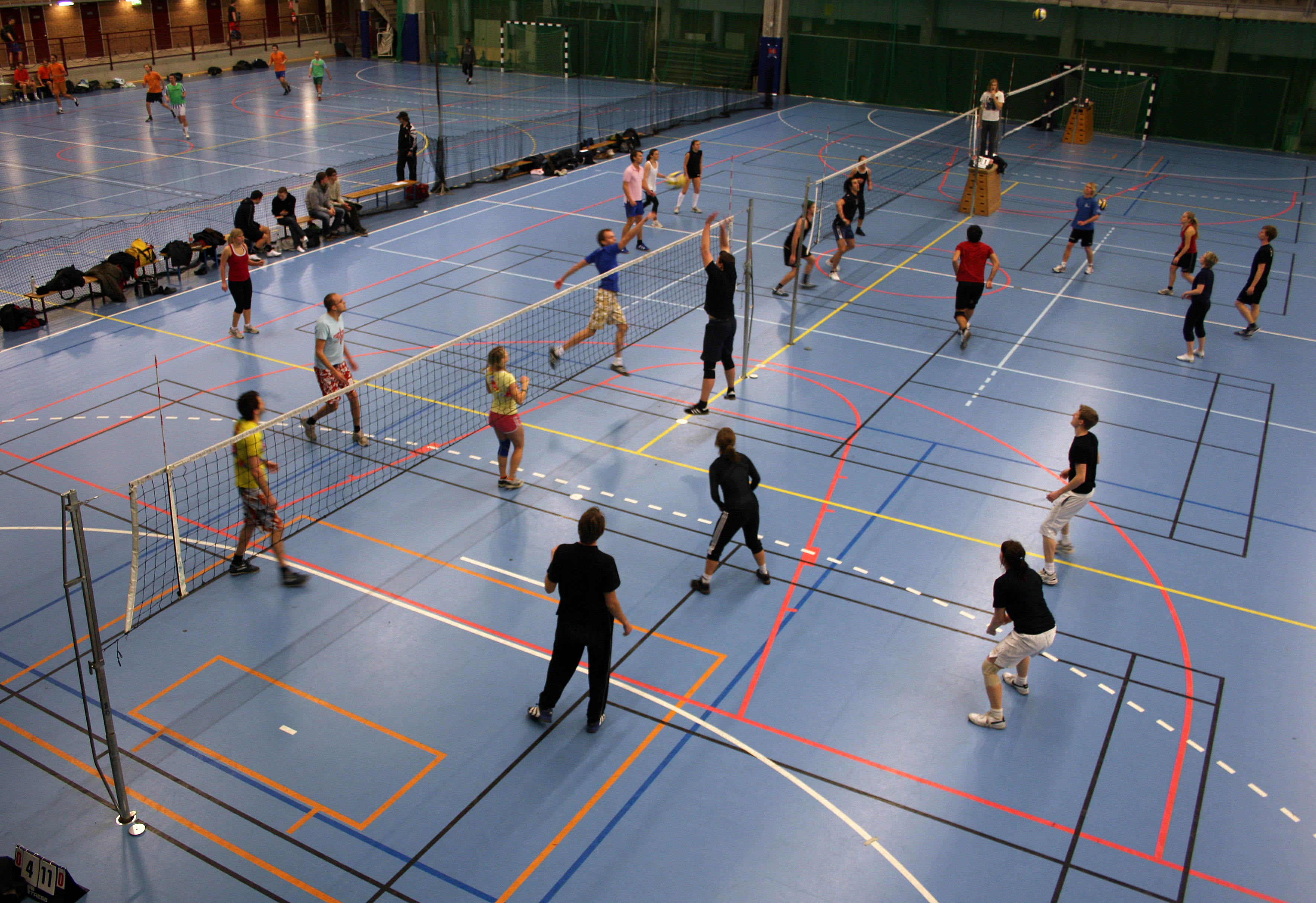
Motionsvolleyboll på Victoriastadion i Lugi Motions regi.

## Lugi Motion
Lugi Motion driver ett gym på Victoriastadion och arrangerar motionsturneringar i flera lagidrotter. Hösten 2008 hade man i seriespel 54 fotbollslag (mixed och herr), 168 inomhusfotbollslag (mixed och herr), 77 innebandylag (dam, herr och mixed) och 21 volleybolllag (mixed).
Lugi Motion driver utifrån avtal med Lunds kommun Victoriastadions gym och den stora hallen.

## Lugi Skidklubb
Lugi Skidklubb sysslar med längdskidåkning med särskild inriktning på Vasaloppet.

## Lugi Vattenpolo
Lugi Vattenpolo har 25-metersbassängen på Högevallsbadet som hemmaarena. Klubben spelar sedan säsongen 2016/2017 i Elitserien för herrar och damer samt inom JSM och USM A för juniorer och ungdomar. Klubben har sedan hösten 2015 även startat upp damverksamhet. Lugi tog bland annat hem USM A-guldet i slutspelen i Linköping under våren 2017. Klubben slog under våren 2017 medlemsrekord med 105 medlemmar och gick därmed upp som en av Sveriges största renodlade vattenpoloklubbar. Lugi vattenpolo tog fart under ledning av ungrarna Laszlo Wiandt och Gabor Tilesch på 1970-talet och klubben producerade flera spelare som senare blev ryggraden i de svenska dam- och herrlandslagen. På damsidan framträdde bland annat Susanne Holmqvist, Tove Wennström, Anja Jarlskog, Lotta Reimertz och Sanna Lindqvist medan på herrsidan kom Magnus Jonsson, Magnus Green, Tibor Kiraly och Artur Maleszewski fram. Klubben har även gått framåt internationellt med samarbete med de danska vattenpoloklubbarna. Lugi vattenpolo har verksamhet inom alla åldrar och kön.

## Lugi Vikings
Lugi Vikings är en klubb för amerikansk fotboll och spelade 2012 i Division 1 södra. Vikings spelar sina hemmamatcher på Klostergårdens IP. 2013 deltog inte Vikings med något lag. 
Klubben bildades 1986 genom en sammanslagning av de två gymnasielagen Polhem Knights och Spyken Playboys under namnet Lund American Football Club Vikings. Sedan 1999 är de medlemmar i den anrika LUGI-alliansen och heter sedan dess Lugi Vikings AFC.
Laget spelade i Sveriges högsta division senast 1995. Det blev en kort sejour på en säsong och av åtta matcher förlorades samtliga med en total poängskillnad på 92-255.

## Lugi Volley
Lugi Volley grundades 1956 av Reinhold Grape. Klubben spelar i Elitserien i volleyboll för herrar. Laget använder sig av Fäladshallen som arena.
Farmarklubben Spartak bildades 1975, för att bereda B-lag och ungdomar bättre tränings- och tävlingsmöjligheter. Därmed ökade antal lag inom Lugi.